# Corto Maltese
Corto Maltese is een stripreeks van de Italiaan Hugo Pratt.
In Nederland is de strip eind jaren 70 verschenen in stripweekblad Pep. Verder werd de strip in de jaren 80 voorgepubliceerd in het blad Wordt Vervolgd, om vervolgens bij uitgeverij Casterman in zwart-wit te worden uitgegeven. In de jaren 90 volgde een heruitgave in kleur, met vaak een bijgevoegd dossier. De verhalen kenmerken zich vaak door de sterk uitgewerkte conversaties en de mystiek. Pratt maakte in zijn 29 afleveringen, korte en lange verhalen. Na zijn dood werd de serie voortgezet door andere stripmakers.

## Oorsprong en ontwikkeling
In 1983 publiceerde Bédésup het boek À la rencontre de Hugo Pratt, waarin ook de allereerste versies voorkomen van het personage dat later tot Corto Maltese zou uitgroeien. In chronologische volgorde zijn dit: Molto Cortese (Italiaans voor "zeer hoffelijk"; getekend in 1972, gepubliceerd vanaf mei 1971 in nummer 3 van "Comics" door Luciano Guidobaldi), Sgt. Ticonderoga Kirk (in "Mad" januari-april 1976), Porco Bal ese (in "Pilote" nr 37, juni 1977) en ten slotte Corto Maltese (in "Linus" januari 1978).
Naast de lange verhalen beleefde Corto ook enkele korte avonturen, deze werden grotendeels door Uitgeverij Panda in albums uitgegeven, maar verschenen ook in de Casterman-reeks, deze delen zijn In het teken van de steenbok, Corto, altijd maar verder, De Kelten, De Ethiopiërs. De Panda-uitgaven zijn in kleur, de Casterman-bundels in zwart-wit.
Na Pratts overlijden in 1995 bracht Casterman veel van de Corto Maltese-boeken opnieuw uit in een luxe editie met harde kaft en in kleur. In 2015 werd de reeks voortgezet door twee Spanjaarden, met Juan Díaz Canales als scenarist en Rubén Pellejero als tekenaar.

## Verhalen en albums
| Nr. | Titel                                           | Orig. titel                                            | Tekenaar        | Scenarist         | Jaar | Reeks nr. | Album                                    | Uitgeverij |
| --- | ----------------------------------------------- | ------------------------------------------------------ | --------------- | ----------------- | ---- | --------- | ---------------------------------------- | ---------- |
| 1   | De ballade van de zilte zee                     | Una ballata del mare salato                            | Hugo Prat       | Hugo Prat         | 1967 | 1         | De ballade van de zilte zee              | Casterman  |
| 2   | Het geheim van Tristan Bantam                   | Le secret de Tristan Bantam                            | Hugo Prat       | Hugo Prat         | 1970 | 2         | In het teken van de steenbok             | Casterman  |
| 3   | Rendez vous in Bahia                            | Rendez-vous à Bahia                                    | Hugo Prat       | Hugo Prat         | 1970 | 2         | In het teken van de steenbok             | Casterman  |
| 4   | Snelvuur Samba                                  | Samba avec Tir Fixe                                    | Hugo Prat       | Hugo Prat         | 1970 | 2         | In het teken van de steenbok             | Casterman  |
| 5   | De adelaar van Brazilië                         | L'aigle du Brésil                                      | Hugo Prat       | Hugo Prat         | 1970 | 2         | In het teken van de steenbok             | Casterman  |
| 6   | Fortuinzoekers                                  | Et nous reparlerons des gentilshommes de fortune       | Hugo Prat       | Hugo Prat         | 1970 | 2         | In het teken van de steenbok             | Casterman  |
| 7   | Een meeuw op het strand                         | A cause d'une mouette                                  | Hugo Prat       | Hugo Prat         | 1970 | 2         | In het teken van de steenbok             | Casterman  |
| 8   | Godenvoedsel                                    | Têtes et champignons                                   | Hugo Prat       | Hugo Prat         | 1970 | 3         | Corto, altijd maar verder                | Casterman  |
| 9   | Bananen-conga                                   | La Conga des bananes                                   | Hugo Prat       | Hugo Prat         | 1971 | 3         | Corto, altijd maar verder                | Casterman  |
| 10  | Voodoo voor de president                        | Une étrange affaire                                    | Hugo Prat       | Hugo Prat         | 1971 | 3         | Corto, altijd maar verder                | Casterman  |
| 11  | De lagune van de schone dromen                  | La lagune des beaux songes                             | Hugo Prat       | Hugo Prat         | 1971 | 3         | Corto, altijd maar verder                | Casterman  |
| 12  | De kleinzoon                                    | Fables et grands-pères                                 | Hugo Prat       | Hugo Prat         | 1971 | 3         | Corto, altijd maar verder                | Casterman  |
| 13  | De engel aan het Oosterraam                     | L'ange à la fenêtre d'Orient                           | Hugo Prat       | Hugo Prat         | 1971 | 4         | De Kelten                                | Casterman  |
| 14  | Onder de vlag van het geld                      | Sous le drapeau de l'argent                            | Hugo Prat       | Hugo Prat         | 1971 | 4         | De Kelten                                | Casterman  |
| 15  | Concert in O-mineur voor harp en nitroglycerine | Concert en o'mineur pour harpe et nitroglycérine       | Hugo Prat       | Hugo Prat         | 1972 | 4         | De Kelten                                | Casterman  |
| 16  | Droom op een winterochtend                      | Le songe d'un matin d'hiver                            | Hugo Prat       | Hugo Prat         | 1972 | 4         | De Kelten                                | Casterman  |
| 17  | Côtes de nuits en roses of Picardy              | Côtes de nuit et roses de Picardie                     | Hugo Prat       | Hugo Prat         | 1972 | 4         | De Kelten                                | Casterman  |
| 18  | Burleske tussen Zuydcoote en Bray-Dunes         | Burlesque entre Zuycoote et Bray-dunes                 | Hugo Prat       | Hugo Prat         | 1972 | 4         | De Kelten                                | Casterman  |
| 19  | In naam van Allah de Genadige                   | Au nom de Allah le très miséricordieux le compatissant | Hugo Prat       | Hugo Prat         | 1972 | 5         | De Ethiopiërs                            | Casterman  |
| 20  | Genadeslag                                      | Le dernier coup                                        | Hugo Prat       | Hugo Prat         | 1972 | 5         | De Ethiopiërs                            | Casterman  |
| 21  | Romeo en Julia                                  | D'autres Roméo et d'autres Juliette                    | Hugo Prat       | Hugo Prat         | 1973 | 5         | De Ethiopiërs                            | Casterman  |
| 22  | Luipaardmannen van de Rufiji                    | Rufiji Kamarad les hommes-léopards                     | Hugo Prat       | Hugo Prat         | 1973 | 5         | De Ethiopiërs                            | Casterman  |
| 23  | Corto Maltese in Siberië                        | Corte sconta detta arcana                              | Hugo Prat       | Hugo Prat         | 1974 | 6         | Corto Maltese in Siberië                 | Casterman  |
| 24  | Fabel van Venetië                               | Favola di Venezia                                      | Hugo Prat       | Hugo Prat         | 1977 | 7         | Fabel van Venetië - Sirat Al-Bunduqiyyah | Casterman  |
| 25  | Het gouden huis van Samarkand                   | La maison dorée de Samarkand                           | Hugo Prat       | Hugo Prat         | 1980 | 8         | Het gouden huis van Samarkand            | Casterman  |
| 26  | De jeugd van Corto Maltese                      | La jeunesse de Corto Maltese                           | Hugo Prat       | Hugo Prat         | 1981 | 9         | De jeugd 1904-1905 (1983)                | Casterman  |
| 27  | Argentijnse tango                               | Tango                                                  | Hugo Prat       | Hugo Prat         | 1987 | 10        | Argentijnse tango                        | Casterman  |
| 28  | De Helvetiërs                                   | Elvetiche                                              | Hugo Prat       | Hugo Prat         | 1987 | 11        | De Helvetiërs (1988)                     | Casterman  |
| 29  | Mû het verzonken continent                      | MU                                                     | Hugo Prat       | Hugo Prat         | 1988 | 12        | Mû het verzonken continent (1992)        | Casterman  |
| 30  | Onder de middernachtzon                         | Sous le soleil de minuit                               | Ruben Pellejero | Juan Diaz Canales | 2015 | 13        | Onder de middernachtzon                  | Casterman  |
| 31  | Equatoria                                       | Équatoria                                              | Ruben Pellejero | Juan Diaz Canales | 2017 | 14        | Equatoria                                | Casterman  |
| 32  | De dag van Tarowean                             | Le jour de Tarowean                                    | Ruben Pellejero | Juan Diaz Canales | 2019 | 15        | De dag van Tarowean                      | Casterman  |
| 33  | Zwarte oceaan                                   | Océan noir                                             | Bastien Vivès   | Martin Quenehen   | 2021 | -         | Zwarte oceaan (2024)                     | Casterman  |
| 34  | Berlijnse nocturne                              | Nocturnes berlinois                                    | Ruben Pellejero | Juan Diaz Canales | 2022 | 16        | Berlijnse nocturne                       | Casterman  |
| 35  | Nog niet in het Nederlands verschenen           | La Reine de Babylone                                   | Bastien Vivès   | Martin Quenehen   | 2023 | -         | Nog niet in het Nederlands verschenen    |            |
| 36  | De Levenslijn                                   | La Ligne de vie                                        | Ruben Pellejero | Juan Diaz Canales | 2024 | 17        | De Levenslijn                            | Casterman  |

### Panda-uitgaven
- Het Geheim van Tristan + Rendez-vous in Bahia, SC en HC, 1980 (3 & 4)
- Snelvuur Samba + De adelaar van Brazilië, SC en HC, 1980 (5 & 6)
- Fortuinzoekers + Een meeuw op het strand, SC en HC, 1980 (7 & 8)
- Godenvoedsel + Bananen conga, SC en HC, 1981 (9 & 10)
- Voodoo voor de president + De lagune van de schone dromen, SC en HC, 1981 (11 & 12)
- De kleinzoon + De engel aan het oosterraam, SC en HC, 1982 (13 & 14)
- Tintoretto + Ierse ballade, SC en HC, 1983 (15 & 16)
- a Corto Maltese (zwarte kaft) (Tussen droom en werkelijkheid + De rode baron), Hors Commerce, HC, 1983, oplage 300 (17 & 18)
- b Corto Maltese (zwarte kaft) (Tussen droom en werkelijkheid + De rode baron), Hors Commerce, HC, 1983, oplage 200 (17 & 18)

## Prentenboeken
- Aquarelles, 1996